# Cunipert
Cunipert (†700) was koning van de Longobarden van 688 tot 700.

## Levensloop
In 661 veroverde hertog Grimoald I van Benevento de Longobardische troon, doodde koning Godepert, zijn oom en nam Cunipert en zijn moeder Rodelinda gevangen. De vader van Cunipert, Perctarit vluchtte naar het Frankische Rijk. Pas na de dood van Grimoald in 671 heroverde Perctarit zijn troon en kwam Cunipert vrij.
In 680 regeerde hij mee met zijn vader. Na de dood van zijn vader in 688 werd hij van zijn troon verdreven door Alahis, hertog van Trente en Brescia. Cunipert versloeg Alahis in de slag bij Coronate in 689. In 694 kreeg hij nog eens te maken met een opstand, deze keer met hertog Ansfrid van Friuli.
Op godsdienstig vlak zette hij de politiek van zijn vader verder en slaagde hij er in een einde te maken aan de Driekapittelstrijd met het concilie van Pavia in 698.
Cunipert stierf in 700 en werd opgevolgd door zijn zoon  Liutpert.